# Mariamman

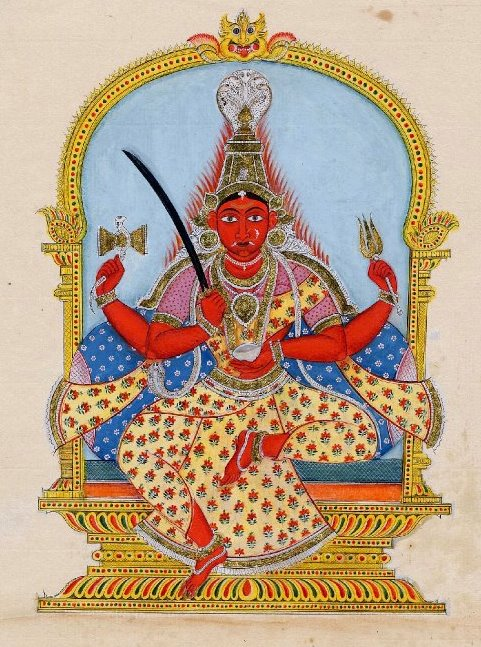
Mariamman

Mariammam là một vị nữ thần mang tính Mẫu (thần thoại) trong Ấn Độ giáo phổ biến ở miền Nam Ấn Độ.